# Жуниор Мораеш
Вижте пояснителната страница за други личности с името Жуниор.
Алуизио Шавеш Рибейро Мораеш Жуниор (на португалски език – Aluísio Chaves Ribeiro Moraes Júnior, наричан просто Мораеш) е бразилски футболист, централен нападател. Голмайстор на България за сезон 2011/12. Играе като централен нападател за националния отбор на Украйна, състезател на Коринтианс.

## Кратка биография
Юноша на Сао Пауло Бразилия едва на 4 години и в един отбор с Робиньо, след което преминава в школата на Сантош Бразилия, играе като нападател. Дебютира за първия състав през 2007. През 2008 играе под наем в Понте Прета Бразилия, а през 2009 в Санто Андре Бразилия. Завръща се в Сантош Бразилия и е шампион на шампионата Сао Пауло през 2007. От началото на 2010 и през сезон 2010/11 играе за румънския Глория Бистрица като вкарва 18 гола за тима. През февруари 2011 е продаден на Металург Донецк Украйна за 1 250 000 евро, но никога не играе в тима и се завръща в Глория до края на сезона. През лятото на 2011 подписва с ЦСКА, но картотеката му е забавена с няколко месеца заради проблеми с бившия му клуб. Играе за армейците една година като се превръща в голмайстор със 16 гола и най-добър играч на българското първенство за сезон 2010/11, както и в любимец на червените фенове, след което е продаден на украинския Металург Донецк Украйна през лятото на 2012. В Металург е до лятото на 2015, когато преминава в Динамо Киев Украйна. С Динамо печели титла през сезон 2015/16 и суперкупата на Украйна през 2016. През 2017 за кратко е под наем в китайския Тиендзин Цюанцзян. През юни 2018 подписва с Шахтьор Донецк Украйна като е шампион на Украйна за сезони 2018/19 и 2019/20 и носител на купата на Украйна за сезон 2018/19, както и голмайстор на първенството през 2018/19 с 19 гола и 2019/20 с 20 гола.
Дебютира за националния отбор на Украйна на 22 март 2019 при нулевото равенство с Португалия, а дебютен гол вкарва на 28 март 2021 в равенството 1:1 с Финландия, което го прави най-възрастния автор на дебютен гол за Украйна. Изиграва общо 11 мача с 1 гол за тима.